# Eisenbahnmuseum Takao
Das Eisenbahnmuseum Takao (chinesisch 打狗鐵道故事館, Pinyin Dǎgǒu Tiědào Gùshìguǎn) ist ein Eisenbahnmuseum im Gushan-Bezirk der Stadt Kaohsiung in Taiwan. Es war früher ein Bahnhof, der Kaohsiung-Hafen hieß. Die Station wurde im Jahr 2008 geschlossen. Nach einer Renovierung wurde 2010 das Eisenbahnmuseum dort eröffnet. Es wird vom Kulturverein der Taiwanischen Eisenbahn betrieben.

## Geschichte
Kaohsiung-Hafen war der erste Bahnhof in Kaohsiung und der erste in Südtaiwan. Von 1900 bis 1920 war er ein Lokschuppen, der Takao-Station hieß (Takao war der damalige Name der heutigen Stadt Kaohsiung). Am 1. September 1920 wurde der Stationsname in Kaoshiung-Station geändert. 1941 wurde wegen der Stadtplanung der Passagierverkehr von der Kaohsiung-Station zu einem neuen Bahnhof verschoben. Aber der Güterverkehr blieb noch in der Kaohsiung-Station. Im selben Jahr wurde der Stationsname in Kaohsiung-Hafen geändert. Bis zum Jahr 2008 war er der größte Frachtbahnhof in Taiwan. Kaohsiung-Hafen wurde am 11. November 2008 geschlossen.
Der Güterverkehr des Hafens ging wegen des ansteigenden Straßengüterverkehrs und des Umzugs der Schwerindustrie nach und nach zurück. Ab dem Jahr 2000 drohte eine Reihe von Stadtplanungsmaßnahmen (z. B. der Bau neuer Radwege, der Bau der U-Bahn MRT) diesen historischen Bahnhof zu zerstören. Der Kulturverein der Taiwanischen Eisenbahn erkannte das Problem und verhandelte mit der Stadtregierung darüber, wie man den alten Bahnhof erhalten könne. Seit 2003 steht der Bahnhof unter Denkmalschutz und der Kulturverein erhielt Projektmittel zum Umbau in ein Museum. Am 24. Oktober 2010 wurde Kaohsiung-Hafen als Eisenbahnmuseum unter dem Namen „Eisenbahnmuseum Takao“ eröffnet.

## Exponate und Ausstellung

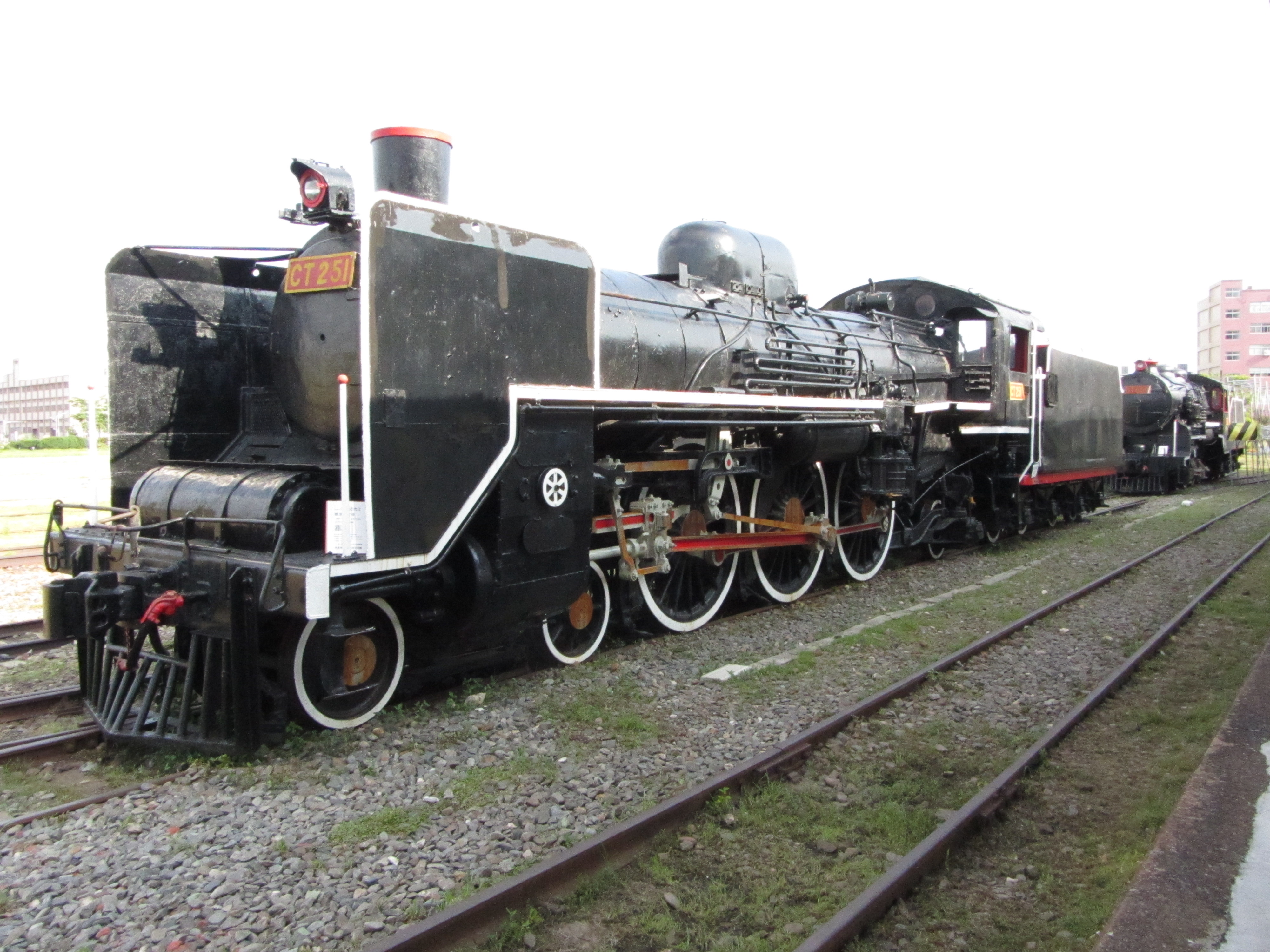
Dampflokomotiven CT251 und DT609

Das Eisenbahnmuseum hält bedeutende Gegenstände und Kulturschätze der taiwanischen Eisenbahngeschichte. Die Dekoration und Inneneinrichtung des Museums ist aus den 1960er bis 1970er Jahren, der Blütezeit des taiwanischen Güterverkehrs auf der Schiene. Außer dem Ausstellungsraum gibt es einen Materialraum, in dem viele Dokumente, Schriften über die Eisenbahn und das Eisenbahnsamtsblatt von 1951 bis heute ausgestellt sind. Im Museum finden jeden Monat ein bis zwei Vorträge zum Thema Eisenbahnkultur statt. Das Außengelände umfasst zwei Dampflokomotiven, Waggons, Güterwaggons und einen Kuo-Kuang-Bus. Auf dem Gelände befindet sich die Station, ein Bahnsteig und eine Signalstation.
Das Museum ist auf Unterstützung durch Ehrenamtliche angewiesen, wenn es um die Reparatur der Dampflokomotiven geht oder die Sammlung zu verwalten ist. In Zukunft soll sich das Eisenbahnmuseum Takao zu einem größeren Museum für Eisenbahngüterverkehr weiterentwickeln.